# Burg Schwabeck
Die ehemalige Burg Schwabeck (auch als Burg Schwabeneck und als Burg Schwabenheim bezeichnet) war eine Niederungsburg am Neckar bei Schwabenheim, einem Ortsteil Dossenheims.

## Lage
Die Burg stand etwa 300 Meter flussaufwärts von Schwabenheim bei der Schwabenheimer Schleuse. Im Nordosten führt die ehemalige Römerstraße nach Ladenburg vorbei.

## Geschichte
Über Geschichte und Anlage der Burg Schwabeck ist wenig bekannt. An dortiger Stelle stand allerdings wohl schon zu Römerzeiten eine militärische Anlage; hier wurde beispielsweise ein römischer Werkstein gefunden, der heute als Gedenkstein dient. Im Mittelalter dürfte die Burg schon früh ein Lehen des Domstifts Worms gewesen sein. Wahrscheinlich wurde an der Burg unter anderem ein Wasserzoll für vorbeifahrende Schiffe erhoben.
In der Burg saß vermutlich das Adelsgeschlecht von Schwabenheim, das erstmals 1217 erwähnt wurde und mit den Rittern von Handschuhsheim verwandt war. Ab 1320 wurden die Herren von Erligheim und weitere Miteigentümer als Ministerialen eingesetzt. Anfang des 16. Jahrhunderts wurde die Burg dann mit allen Gütern und Rechten an die genannten Herren von Handschuhsheim verkauft.
Im 16. Jahrhundert wurde die Burg schließlich durch Eisgang und Hochwasser zerstört, bis zur Neckarkanalisierung in den 1920er Jahren waren noch letzte Reste zu sehen.

## Anlage
Die Anlage scheint ungewöhnlich groß gewesen zu sein, worauf zumindest Mauerreste hindeuten, die vor der Neckarkanalisierung dokumentiert wurden. Noch lange Zeit nach ihrem Abgang wiesen die Flurnamen „Schlössel“ und „Schänzel“ auf die ehemalige Anlage hin.